# Disertación
La disertación (también llamada a veces prueba de composición en el bachillerato de los países francófonos) es un ejercicio de argumentación normalizado. Organizada generalmente en tres partes (una introducción, un desarrollo y una conclusión), suele responder a una pregunta o a un planteamiento previo. Ejemplo: "¿Considera que la educación ha de ser obligatoria hasta los 16 años?". En respuesta, el disertante elabora un texto argumentativo normalizado.
A veces, no coinciden los términos exactos en algunos países. En los países anglosajones, disertación designa exclusivamente una tesis universitaria. En Francia, sin embargo, la disertación es un ejercicio escolar que nace de una hipótesis para llegar hasta una teoría, pudiendo contener definiciones.
También puede ser una presentación de tipo oral por una persona, con apoyo de medios gráficos, visuales o de amplificación de la voz. Es común en la enseñanza universitaria, incluidos los estudios de posgrado, aunque también se aplica en la enseñanza secundaria o en la enseñanza técnica. Asimismo, se puede utilizar con fines meramente informativos, así como método de autoformación para los estudiantes (pues con anticipación se les puede pedir realizar una investigación previa sobre la temática que se abordará).
A veces, suele criticarse este sistema de entrega de información, por entenderse que impone un esquema rígido y poco motivador para el alumnado.

## Características generales
En una disertación, el disertante debe tener muy en cuenta:
- a) Las acciones que implica el desarrollo y expresar un orden de ideas coherente, cuidando de todas las condiciones en las que se produce el mensaje: manejo de la voz, expresión corporal y apoyos visuales.
- b) Las acciones que implica atender a los receptores y estar al tanto de su adecuado vínculo y comprensión del tema.

Las características de una disertación deben ser:     
1. Expone de manera congruente una perspectiva sobre un tema de interés para los receptores.
2. Sustenta la exposición mediante una estructura lógico-argumentativa de ideas.
3. Tiene un tono más natural que el discurso, no debe leerse sino presentarse con una estructura fluida, comentada.
4. Puede plantear interrogantes y reflexiones, más que respuestas y soluciones. ¿Qué aporta una disertación?

Consiste básicamente en un ejercicio de razonamiento, en el cual se involucra a los receptores en una reflexión de un tema que es considerado relevante. 
Para ello, la disertación cuenta con una estructura básica que consta de:
- Entrada. Se trata de la puesta en común del emisor con los receptores y el tema, debe captar la atención, despertar curiosidad y empatía.
- Exposición. Se trata de presentar a la audiencia la perspectiva o enfoque de la reflexión que se hará sobre el tema.
- Desarrollo. Se elabora una secuencia lógica de ideas y ejemplos que permite ir guiando a la audiencia hacia nuestra línea de reflexión. Se recomienda en esta parte dirigirse a la audiencia en segunda persona, así como plantearles preguntas.
- Aspectos centrales. Antes de dar por terminada la disertación es aconsejable recalcar los principales aspectos  o aportaciones tratadas en el desarrollo, para hacerlas más contundentes.
- Conclusión final. Consiste en una reflexión o planteamiento breve en el que se resume la idea central de la disertación.

## Modelos de disertación
El término «disertación» no evoca el mismo ejercicio en todos los países. En el mundo anglosajón dissertation designa una tesis universitaria o tesina de 50 a 150 páginas que concluye el trabajo de uno o varios años universitarios. La disertación tiene la reputación de ser un ejercicio formal, muchas veces descrito como "artificial" y reconocido normalmente por su «cartesianismo».
Las universidades estadounidenses o británicas no practican la disertación en el sentido que lo hacen las universidades francesas. En la educación anglosajona la disertación es suplantada por resúmenes de lecturas, notas críticas, debates o ensayos literarios (normalmente denominados papers).

### La disertación en Francia
El origen de la disertación se halla en la disputatio o disputa medieval (debate retórico oral). La disertación no aparece hasta el siglo XVII, momento en el que reemplaza en las universidades francesas a la antigua disputatio o debate oral de tesis.
La disertación literaria viene a sustituir al discurso y toma la forma de ejercicio escolar a partir de 1885, cuando una reforma educativa suprime la enseñanza de la retórica (reforma de Gustave Lanson). Sin embargo, la disertación filosófica ya era usada en los institutos y liceos desde 1864. A partir de 1885 se extiende a las disciplinas conexas.
El género de la disertación se impone en el sistema educativo francés hacia 1955 y permanece desde entonces como un elemento esencial en el ámbito de las humanidades (incluyendo el examen de bachillerato, las clases preparatorias A/L y B/L, acceso a las Escuelas Normales Superiores y concursos de CAPES o agregación).

#### Objetivos
En Francia, la disertación es un ejercicio escolar que pretende desarrollar las capacidades reflexivas del alumnado a través de un proceso de análisis de un tema propuesto de la siguiente forma:
- de una cuestión general o de una cita (en la sección de Letras o Filosofía)
- de una noción para analizar en el tiempo y en el espacio (en Historia y en Geografía)
- de mecanismos para explicar y comentar (en Economía)
- de una simple frase o de una palabra con la que el candidato debe realizar una exposición estructurada e ilustrada de esquemas a partir de un problema detectado por él mismo (en Biología, Geología o Ciencias de la vida, de la tierra y del Universo).